# 芬兰足球甲级联赛
芬兰足球甲级联赛（芬蘭語：Ykkönen）是芬蘭足球協會组织的足球联赛系统中的第三级别的联赛（位于芬蘭足球超級聯賽和芬兰足球第一联赛之下）。2023年底之前甲级联赛为第二级别的联赛，但自芬兰足球第一联赛设立之后降为第三级别。